# Щефан Андрес (награда)
Литературната награда „Щефан Андрес“ (на немски: Stefan-Andres-Preis) се присъжда от град Швайх на Мозел в памет на писателя Щефан Андрес по правило на всеки три години.
Дружество Щефан Андрес е създадено през 1979 г., а от 1983 г. има седалище в средновековния, реставриран културен център Нидерпрюмер Хоф. Отличието се дава за първи път през 1986 г.
Наградата е в размер на 5000 €.

## Носители на наградата (подбор)
- Кристоф Хайн (1989)
- Барбара Хонигман (1982)
- Арнолд Щадлер (2004)
- Томас Хюрлиман (2007)
- Катарина Хакер (2010)
- Ханс-Йозеф Ортхайл (2014)
- Ралф Ротман (2016)
- Гила Лустигер (2017)